# 凱瑟琳·莫里斯
凱瑟琳·莫里斯（Kathryn Morris，1969年1月28日—），美國演員，最出名的影視作品是她在CBS電視影集《鐵證懸案》中飾演警探Lilly Rush。

## 外部連結
- 凱瑟琳·莫里斯在互联网电影资料库（IMDb）上的資料（英文）
- 1987 Highschool Yearbook Photo of Kathryn Morris（页面存档备份，存于）
- 在AllMovie上Kathryn Morris的頁面（英文）